# Daniël Vangroenweghe
Daniël Vangroenweghe (Brugge, 28 maart 1938) is een Belgisch historicus en antropoloog gespecialiseerd in Centraal-Afrika en het Belgische koloniale verleden. Hij is het meest bekend van zijn werk Rood Rubber. Leopold II en zijn Kongo uit 1985, dat de koloniale misdaden rond de rubberproductie in de Onafhankelijke Congostaat van Leopold II (1885-1908) documenteert.

## Biografie
Daniël Vangroenweghe werd in 1938 geboren in Brugge. In de jaren 1960 onderbrak hij zijn studies klassieke filologie aan de Katholieke Universiteit Leuven en reisde hij voor een alternatieve dienstplicht een eerste keer naar Congo, dat dan net onafhankelijk was geworden. Hij bleef er meer dan twee jaar om les te geven in de Evenaarsprovincie bij de Mongo. Terug in Europa studeerde hij wijsbegeerte en sociale en culturele antropologie in Leuven en in Parijs, aan de Sorbonne waar dan ook Claude Lévi-Strauss doceerde. In deze periode keerde hij ook terug naar Congo voor antropologisch veldonderzoek bij de Ekonda. 
Na het behalen van zijn doctoraat gaf Vangroenweghe les in het secundair onderwijs in Oostende en onderzocht hij historisch bronnenmateriaal in archieven. Toegang tot gevoelige documenten werd hem steevast geweigerd, tot het pensioen van de archivaris van het Afrika-archief in Brussel ertoe leidde dat hij het rapport van de Commissie-Janssens kon inkijken. Hij zag toen kaften waarop stond geschreven Ne pas communiquer aux chercheurs en indexen waarop vernietigde documenten stonden aangemerkt als Ne se trouve plus dans les archives. Een en ander leidde in 1985 tot de publicatie van zijn boek Rood rubber. Leopold II en zijn Kongo. 
Daarop werd hij in 1992 benoemd tot gastprofessor in de vakgroep Afrikaanse talen en culturen van de Gentse Universiteit. Van 1996 tot 1998 werd hij gedetacheerd door het Ministerie van Onderwijs om onderzoek te verrichten naar aids in de derde wereld, hetgeen leidde tot de publicatie van een vuistdik naslagwerk, Aids in Afrika. Hierna werd hij in 2001 opnieuw benoemd tot gastprofessor aan de Universiteit Gent, ditmaal in de vakgroep Nieuwste geschiedenis. Dit bleef hij tot zijn emeritaat in 2007.

## Rood rubber
De publicatie van Rood rubber in 1985 had een grote impact op de Belgische koloniale geschiedschrijving en het maatschappelijke debat rond het Belgisch koloniale verleden.
"Rood Rubber toonde voor het eerst het systematische karakter aan van de terreur die heerste in de uitgebreide concessies van de ABIR, de Anversoise en het Kroondomein dat rechtstreeks door Leopold II werd beheerd. Standrechtelijke executies, folteringen, verkrachting en gijzeling van vrouwen, en willekeurige moordpartijen hadden een terreurklimaat gecreëerd, dat de woekerwinsten uit de exploitatie van wilde rubber had mogelijk gemaakt voor Leopold II en een handvol mede-investeerders. Daniel stelde vast dat door het geweld van de rubberexploitatie, en door de ontwrichting van de lokale economie en de geringe weerbaarheid voor ziektes, de bevolking van grote regio’s terugviel op minder dan de helft. Bovendien werd aangetoond dat Leopold II en het koloniale bestuur in Brussel hiervan wel degelijk op de hoogte waren geweest."
De publicatie van het boek in het Nederlands en het Frans leidde midden jaren 1980 dan ook tot de nodige ophef in België, dat wat betreft zijn koloniale verleden aan collectieve amnesie leed. De oud-generaal van de Force Publique of Openbare Weermacht in Belgisch-Congo en dan voorzitter van Pro Belgica, Émile Janssens, schreef een protestbrief naar Minister van Nationale Opvoeding Daniël Coens met het verzoek de 'gedragingen' van Vangroenweghe te onderzoeken. Hierop stelde de minister een onderzoekscommissie in en werden enkele inspecteurs op Vangroenweghe afgestuurd.
"Daniel weerlegt echter vrij makkelijk de onnauwkeurige beschuldigingen van Janssens. Hij verwijst naar wat reeds eerder werd gepubliceerd door Stengers en Vansina, en onderhoudt de twee inspecteurs – complete leken in het vak – over zijn wonderbaarlijke vondsten in archieven in binnen- en buitenland. . . . Toen in september van hetzelfde jaar hierover nog een parlementaire vraag werd gesteld aan de Minister, antwoordde deze dat een onderzoek was ingesteld, maar dat de eindconclusie was dat de betrokken persoon geen bezwarende feiten ten laste kon worden gelegd."
De bevindingen van het boek kregen in 1998 internationaal weerklank door de Amerikaanse historicus Adam Hochschild, die zijn bestseller King Leopold's Ghost baseerde op het werk van Vangroenweghe en Jules Marchal.